# Alopecosa ogorodica
Alopecosa ogorodica is een spinnensoort uit de familie van de wolfspinnen (Lycosidae). De wetenschappelijke naam van de soort werd in 2014 gepubliceerd door Trilikauskas en Azarkina.